# Werpeloh
Werpeloh település Németországban, azon belül Alsó-Szászország tartományban. Lakosainak száma 1161 fő (2023. december 31.). Werpeloh Börger, Spahnharrenstätte, Sögel, Renkenberge, Wippingen és Neubörger községekkel határos.

## Népesség
A település népességének változása:
| Lakosok száma | 1084 | 1132 | 1147 | 1106 | 1154 | 1161 |
|               | 2016 | 2017 | 2019 | 2021 | 2022 | 2023 |